# Худ (округ)
Округ Худ (англ. Hood County) расположен в США, штате Техас. На 2000 год численность населения составляла 41 100 человек. По оценке бюро переписи населения США в 2009 году население округа составляло 51 462 человек. Окружным центром является город Гранбери.

## История
Округ Худ был сформирован в 1866 году.

## География
Согласно данным Бюро переписи населения США, площадь округа Худ составляет 1091 км².

### Основные шоссе
- Шоссе 377
- Автострада 144

### Соседние округа
- Паркер  (север)
- Джонсон  (восток)
- Сомервелл  (юг)
- Ират  (запад)
- Пало-Пинто  (северо-запад)

## Демография
По данным переписи населения 2000 года в округе проживало 41 100 жителей. Среди них 21,9 % составляли дети до 18 лет, 19,7 % люди возрастом более 65 лет. 50,7 % населения составляли женщины.
Национальный состав был следующим: 96,3 % белых, 1,4 % афроамериканцев, 0,9 % представителей коренных народов, 0,5 % азиатов, 10,7 % латиноамериканцев. 0,9 % населения являлись представителями двух или более рас.
Средний доход на душу населения в округе составлял $22261. 10,1 % населения имело доход ниже прожиточного минимума. Средний доход на домохозяйство составлял $58205.
Также 83,5 % взрослого населения имело законченное среднее образование, а 20,5 % имело высшее образование.